# Evan Kaufmann
Evan Kaufmann (* 31. Oktober 1984 in Tonka Bay, Minnesota) ist ein ehemaliger US-amerikanisch-deutscher Eishockeyspieler, der im Verlauf seiner aktiven Karriere zwischen 2004 und 2015 unter anderem 364 Spiele für die DEG Metro Stars und Nürnberg Ice Tigers in der Deutschen Eishockey Liga (DEL) auf der Position des Centers bestritten hat. Kaufmann war der erste jüdische Spieler, der nach dem Zweiten Weltkrieg für die deutsche Nationalmannschaft auflief.

## Karriere
Kaufmann begann seine Karriere im Jahr 2003 in der US-amerikanischen Juniorenliga United States Hockey League (USHL) bei den River City Lancers. Nach einer guten ersten Saison, in der er in 60 Spielen 50 Scorerpunkte erzielen konnte, bekam er im Sommer 2004 ein Stipendium an der University of Minnesota, für die er fortan in der Western Collegiate Hockey Association (WCHA), einer US-amerikanischen Collegeliga im Spielbetrieb der National Collegiate Athletic Association (NCAA) auf dem Eis stand. Vier Jahre später im Jahr 2008 beendete der Rechtsschütze sein Studium und konzentrierte sich anschließend auf eine professionelle Eishockeykarriere.
Zur Spielzeit 2008/09 wurden die Verantwortlichen der DEG Metro Stars auf den 23-jährigen Außenstürmer aufmerksam. Kaufmanns Großvater wurde in Lösnich an der Mosel geboren, überlebte das KZ Stutthof und wanderte nach dem Zweiten Weltkrieg in die Vereinigten Staaten aus. Kaufmanns Urgroßvater wurde im Ghetto von Lodz und seine Urgroßmutter im KZ Auschwitz ermordet. Kaufmann nahm die deutsche Staatsbürgerschaft an und wechselte zu den DEG Metro Stars. Er wurde vorerst mit einem Einjahresvertrag ausgestattet, der später verlängert wurde. Nach vier Spielzeiten verließ er die Rheinländer, wobei der Finaleinzug in der Saison 2008/09 der größte Erfolg war. Der Stürmer schloss sich den Nürnberg Ice Tigers an, bei denen er drei Jahre blieb, aber nie über das Viertelfinale hinauskam. 2015 beendete Kaufmann im Alter von 30 Jahren trotz eines laufenden Kontrakts seine sportliche Laufbahn.

### International
Kaufmann nahm für die deutsche Eishockeynationalmannschaft an der Weltmeisterschaft 2012 in Schweden und Finnland teil.

## Erfolge und Auszeichnungen
- 2007 Broadmoor-Trophy-Gewinn mit der University of Minnesota
- 2010 Deutscher Vizemeister mit den DEG Metro Stars

## Karrierestatistik

### International
Vertrat Deutschland bei:
- Weltmeisterschaft 2012

(Legende zur Spielerstatistik: Sp oder GP = absolvierte Spiele; T oder G = erzielte Tore; V oder A = erzielte Assists; Pkt oder Pts = erzielte Scorerpunkte; SM oder PIM = erhaltene Strafminuten; +/− = Plus/Minus-Bilanz; PP = erzielte Überzahltore; SH = erzielte Unterzahltore; GW = erzielte Siegtore; 1 Play-downs/Relegation; Kursiv: Statistik nicht vollständig)